# 佐渡分屯基地
佐渡分屯基地（さどぶんとんきち、JASDF Sado Sub Base）位于日本新潟县佐渡市金井新保丙2-27，是航空自衛隊入間基地的分屯基地，部署有第46警戒隊。基地营区在海拔510米的两尾山（むろおやま）附近，雷达站在海拔1172米的金北山山頂。
分屯基地司令同时兼任第46警戒隊長。

## 配置部隊
中部航空方面隊隷下
- （中部航空警戒管制团）
  - 第46警戒隊 - 2009年（平成21年）度末起开始使用J/FPS-5雷達。
- （中部航空施設隊）
  - 第1作業隊佐渡作業班